# Ophiostoma microsporum
Ophiostoma microsporum är en svampart som först beskrevs av R.W. Davidson, och fick sitt nu gällande namn av Arx 1952. Ophiostoma microsporum ingår i släktet Ophiostoma och familjen Ophiostomataceae.   Inga underarter finns listade i Catalogue of Life.